# Swislatsch (Minskaja Woblasz)
Swislatsch ist eine städtische Siedlung in der Minskaja Woblasz in Belarus.
Der Ort liegt rund 30 Kilometer südöstlich von Minsk am südlichen rechten Ufer des Flusses Swislatsch und hat 4000 Einwohner (2008).
In Swislatsch wird Ozokerit verarbeitet.

## Söhne und Töchter der Stadt
- Schemarjahu Levin (1867–1935), zionistischer Politiker, Publizist und Schriftsteller
- David Lewis (1909–1981), kanadischer Politiker